# Hidrant de incendiu exterior
.

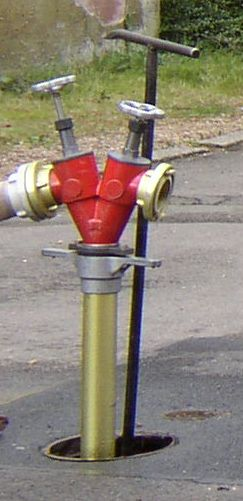
Hidrant exterior cu racord pentru furtune de refulare

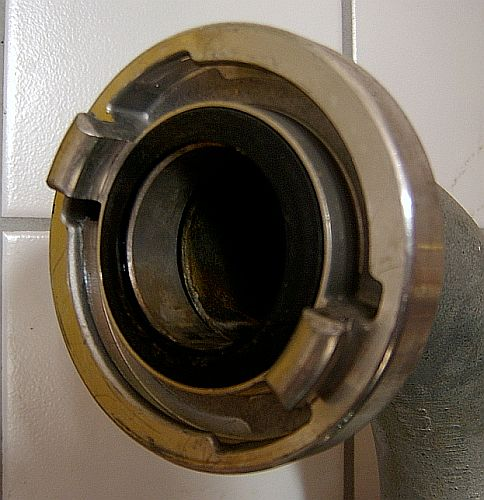
Racord furtun

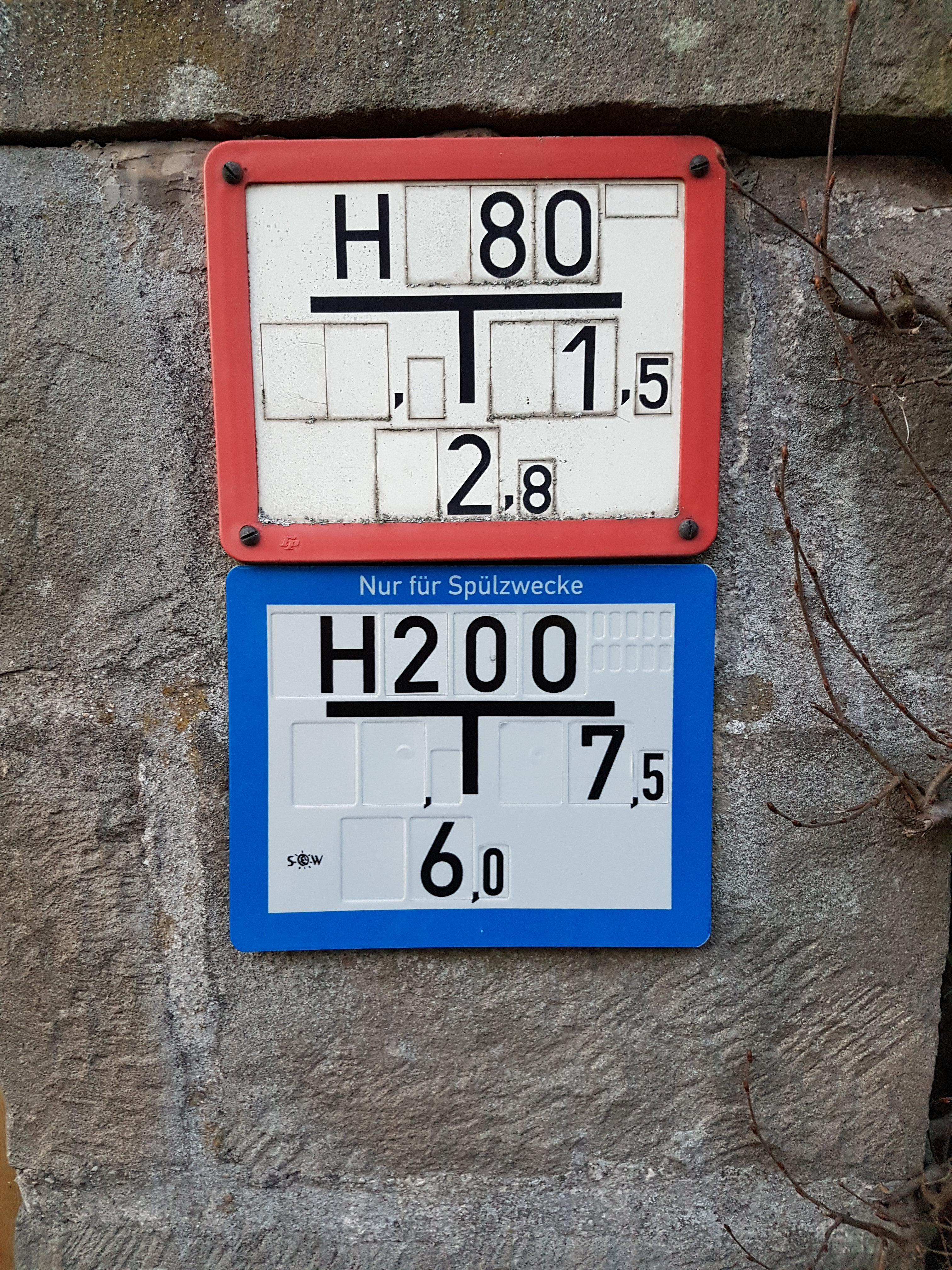
Plăcuță roșie de marcare a hidranților de incendiu în Germania, împreună cu o altă placă albastră de marcare a hidranților de apă cu destinație specială – Numerele indică diametrul (80 mm) și locația (2,8 metri în spate, 1,5 metri în dreapta)

Hidrantul de incendiu exterior este un dispozitiv fix cu robinet (vană) aflat în exteriorul clădirilor și racordat la conductele de distribuție a apei sub presiune, care permite alimentarea autospecialelor de pompieri în caz de incendiu, precum și stropirea străzilor sau grădinilor.
În general, incintele civile și industriale sunt prevăzute cu hidranți exteriori, excepție făcând unele clădiri cu pericol redus la incendiu, care au dimensiuni și capacități mici.

## Caracteristici

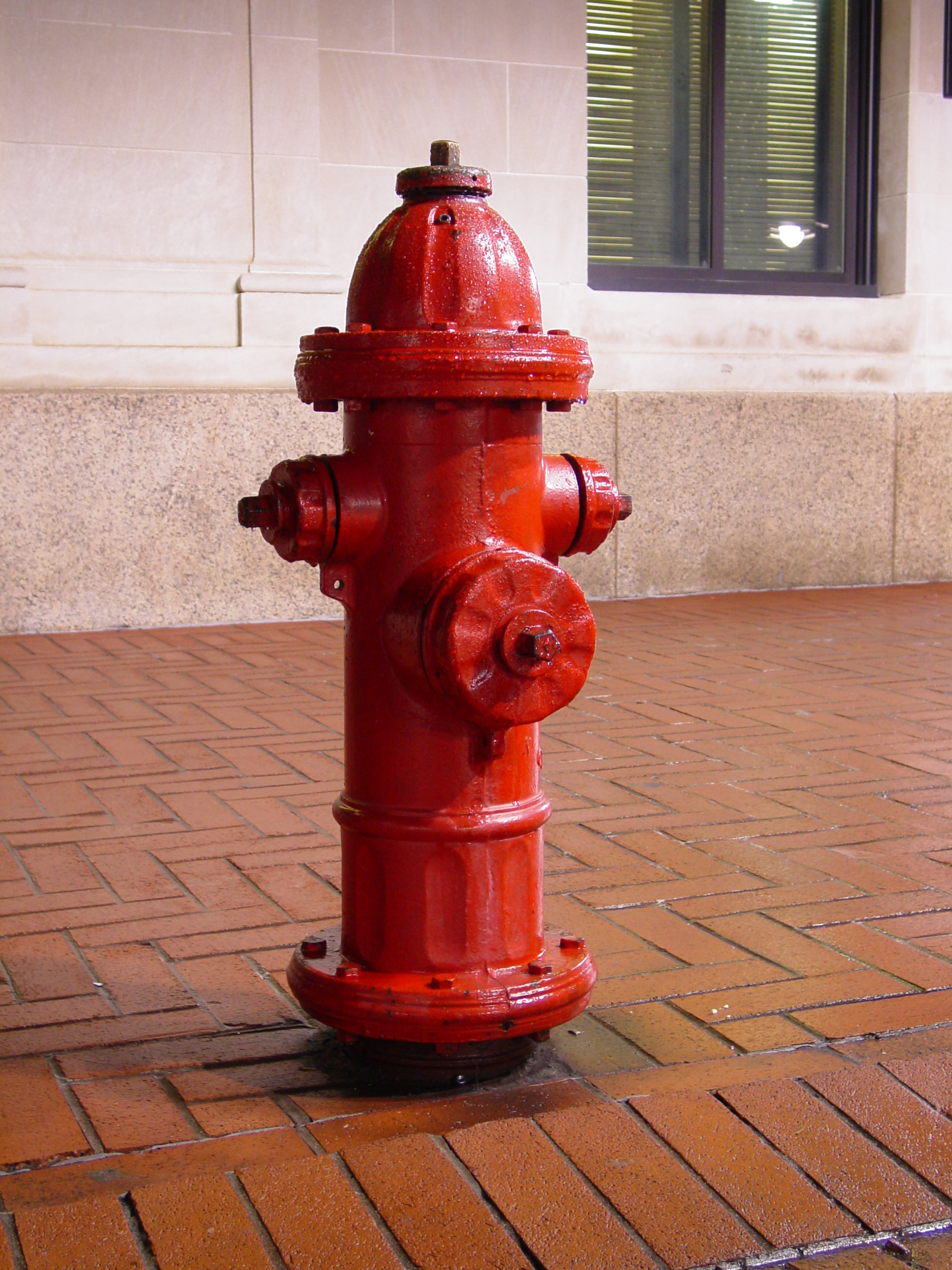
Un hidrant exterior

Hidranții sunt confecționați din aliaj de aluminiu rezistent la coroziune (în trecut erau fabricați din fontă) și fac parte din categoria accesoriilor pentru lucrul cu apa. Pentru buna funcționare și a putea fi folosiți în caz de incendiu, aceștia se întrețin și marchează după caz, de către autoritățile publice județene, locale, instituții și agenți economici. Proiectarea, echiparea și dotare hidranților de incendiu, se realizează de proiectanți, în conformitate cu prevederile și reglementările tehnice în vigoare, în baza scenariului de securitate la incendiu
Rețeaua de apă ce alimentează hidranții se execută de regulă în comun cu cea de apă pentru utilizare menajeră sau industrială și poate fi:
- de înaltă presiune, situație în care stingerea incendiilor se face direct de la hidranți;
- de joasă presiune, situație în care stingerea incendiilor se poate face numai cu ajutorul unor pompe mobile de incendiu sau autopompe. Rețeaua de joasă presiune trebuie să asigure pe timpul incendiului, minimum 7 m H2O presiune liberă la hidrant.

Rețeaua de  conducte se proiectează, de regulă, în sistem inelar. Presiunea în rețelele de incendiu, inclusiv în cele de joasă presiune, se asigură cu ajutorul rezervoarelor amplasate la înălțime, instalațiilor de hidrofor sau stațiilor de pompare.

## Clasificare

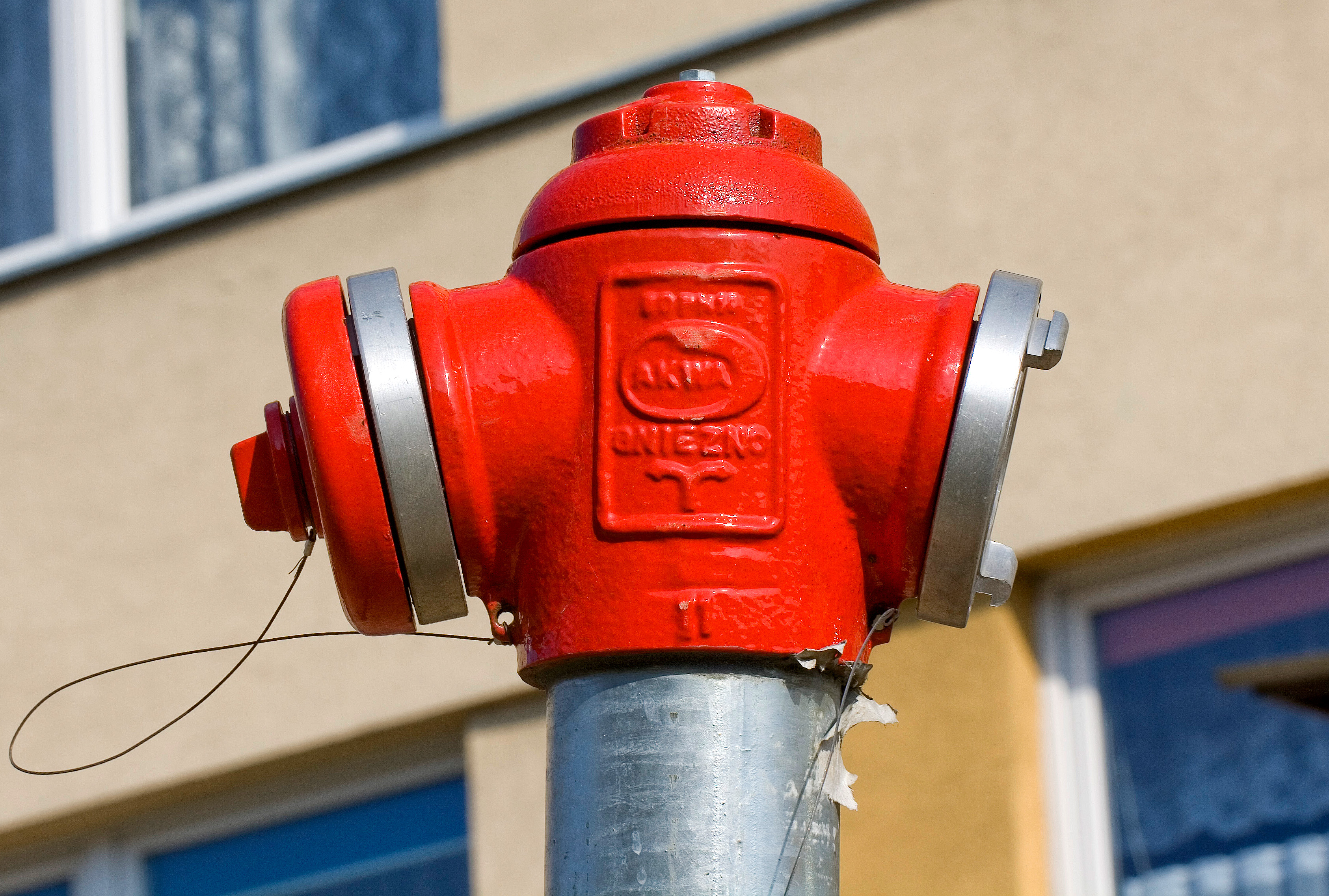
Hidrant în Polonia

După modul de deservire, hidranții exteriori se clasifica in:
- hidranți subterani - Se montează subteran pe conducta magistrală, facilitând conectarea cu hidranții portativi aflați în dotarea  pompierilor
- hidranți supraterani
- hidranți de suprafață - Asigură alimentarea cu apă a utilajelor speciale pentru stingerea incendiilor sau pentru alte necesități.
- Hidranții portativi - Se folosesc la racordarea hidrantului subteran pentru alimentarea cu apă a utilajelor de stins incendii.

După concepție hidranții exteriori pot fi:
- cu cot simplu
- cu cot dublu
- cu robineți

Hidranții portativi cu cot simplu sunt fabricați în trei tipodimensiuni: A, B si C, în raport cu caracteristicile tehnice. Pentru a putea fi folosiți se racordează la rețea și cu ajutorul chei speciale se dă drumul la apă în funcție de situația de urgență. Presiunea de lucru a acestora este maxim 10 bari.

## Semnalizare
Marcarea plăcilor hidranților de incendiu exteriori din Germania, au o margine roșie, alți pot avea o margine albastră. Toate au T central mare, cu identificarea instalației deasupra – un „H” sau un „UH” mai vechi este situat în pământ. Numerele din jurul lui T permit localizarea hidrantului în raport cu locația plăcii – numărul din stânga T este în metri stânga semnului. Numerele distanței sunt întotdeauna date cu o precizie pentru localizarea hidrantului de incendiu, de exemplu „300 m³” ar indica că o cisternă se poate utiliza pentru alimentare cu apă.